# Hank Hill
Hank Rutherford Hill (en versions originale et française) ou Henri Joseph Clotère Hill (en version québécoise) est le personnage principal de la série animée Les Rois du Texas (Henri pis sa gang en version québécoise ; King of the Hill en version originale). Hank aime le propane et travaille pour la société Strickland Propane à Arlen au Texas (à Sainte-Irène au Québec, dans la version québécoise).

## Description
Selon l’épisode Yankee Hankee, Hank pensait être né au Texas, mais découvre qu’il est né, en réalité, à New York.

## Personnalité
Les proches de Hank s’adressent à lui à chaque fois qu’il y a un travail en apparence inutile ou fastidieux à faire. Quand sa chienne Artémise attaqua un réparateur noir qui travaillait sur le chauffage central, il fut accusé d’être raciste, mais il fut démontré plus tard qu’il souffre d’un préjugé envers les réparateurs en général. Hank a brièvement travaillé chez Mega Lo Mart en tant que vendeur de propane stagiaire après avoir perdu son emploi chez Strickland Propane. Le caractère réservé de Hank s’explique probablement par toutes les années d’insultes qu'il a endurées de la part de son père Cotton Hill. Pourtant, quand on le provoque suffisamment, Hank peut être aussi combatif que son père et il s’écrie alors : « Je vais te botter le cul espèce d'enfant de bonbonne de propane géribouere ! »

## Phrase célèbre
- « Bobby j'ai du propane dans mon urètre. »[réf. nécessaire] Phrase qui résume l'entière série soit le propane et ses accessoires et les problèmes d'urètre étroite du héros. Prononcé dans un épisode des Simpsons.